# Семья Уайаттов
Семья Уайатта (англ. The Wyatt Family) — группировка рестлеров, выступающая в WWE и состоящая из Брэя Уайатта и его последователей — Эрика Роуэна, Люка Харпера и Брауна Строумана. Дебютировали в основном составе WWE в июле 2013 года, как злая группировка, терроризирующая звёзд WWE, таких как Кейн, Джон Сина, Биг Шоу, Марк Генри, Крис Джерико и Дэниел Брайан.
Выступая в подготовительном отделении WWE NXT, Харпер и Роуэн стали командными чемпионами NXT. С приходом в основной состав, Роуэн и Харпер боролись за титул командных чемпионов WWE на шоу Money in the Bank и на Battleground, а Брэй Уайатт участвовал в матче за титул чемпиона мира в тяжёлом весе WWE на Money in the Bank.

## WWE

### NXT (2012—2013)
В ноябре 2012 года Брэй Уайатт основал группировку «Семья Уайаттов» с Эриком Роуэном и Люком Харпером, которых он называл своими сыновьями. Роуэн и Харпер вошли в турнир за Командные Чемпионства NXT. 23 января победили Ёси Тацу и Перси Уотсона в первом раунде турнира. Также победили Майкла Макгилликати и Бо Далласа в полуфинале. Но в финале проиграли Оливеру Грею и Эдриану Нэввилу.

### Фьюд с Кейном (2013)
На RAW от 27 мая был показан видеоролик о скором дебюте Семьи Уайаттов в основном ростере. Этот ролик показывался каждую неделю, и 8 июля они совершили свой дебют после матча Кейна против Кристиана. В начале свет в зале погас и на титантроне появился Брэй Уайатт, который сидел в кресле-качалке. Озвучил небольшое промо и завершил его, сказав что они здесь. После этого Брэй вышел с фонарём в руках, сел на своё кресло-качалку. Свет включился, и Эрик Роуэн с Люком Харпером напали на Кейна, а Брэй Уайатт просто за этим наблюдал. В конце Роуэн с Харпером бросили Кейна в стальные ступеньки, после чего ещё и ударили ими «Большого Красного Монстра».
На RAW от 15 июля на ринг вышел R-Truth, но его речь прервал всё тот же атмосферный выход Семьи Уайаттов. Так как и на прошлой неделе, Роуэн и Харпер избили R-Truth, после чего на ринг вышел сам Брэй Уайатт и прочитал своё промо. Но пока Брэй разговаривал, R-Truth очнулся, взял стул для самообороны и начал угрожать Уайаттам. Брэй не испугался и сказал, что готов принять удар на себя. Рэпер не думал, что всё так будет, Брэй этим воспользовался и напал на него. Уайатты хорошо избили R-Truth, а в конце Брэй ещё и провёл свой финишер под названием Сестра Эбигейл, а на прощание обратился к Кейну.
После этого они нападали на таких рестлеров, как Джастин Гэбриел, 3МВ (Дрю Макинтайр, Хит Слейтер и Джиндер Махал). На RAW от 29 июля, после матча Кейна против Дэниела Брайана, Уайатты снова напали на «Большую Красную Машину». Через неделю на RAW после того, как Роуэн и Харпер победили Тоны Фанка (Бродус Клэй и Тенсай), Брэй Уайатт провёл Бродусу Сестру Эбигейл и прочитал своё очередное промо. Внезапно из канатов ударил огонь (как при выходе Кейна), а на экране появился сам Кейн и сказал, что на SummerSlam он будет драться с Брэем Уайаттом, и Роуэн с Харпером не смогут помочь Брэю, потому что типом их матча будет матч «Ринг в огне».
На SummerSlam Брэй Уайатт победил Кейна после вмешательства других членов группировки. На RAW от 19 августа Брэй победил R-Truth. 21 августа WWE сообщили на своем официальном сайте, о том, что Семья Уайаттов держит Кейна в плену, а в ответ на это Брэй Уайатт в своем твиттере сообщил, что «Монстру» здесь хорошо.
На Battleground Брэй Уайатт победил Кофи Кингстона, после своей коронной Сестры Эбигейл. После этого их главной жертвой стал Миз. На SmackDown! от 25 октября было показано видео, в котором видно, что Уайатты держат Миза в плену. Через два дня на Hell in a Cell Эрик Роуэн и Люк Харпер напали на Миза, но ему на помощь выбежал Кейн, который сначала выкинул с ринга Уайаттов, а потом провёл Мизу Чок Слэм.

### Фьюд с Дэниелем Брайаном (2013—2014)
На RAW от 28 октября, где-то за кулисами вся семейка напала на Дэниела Брайана. Они сильно его избили, после чего Брэй Уайатт провел ему Сестру Эбигейл в двери с сеткой. Тем же вечером напали на СМ Панка, после его матча против Райбека. Панк пытался отбиваться как мог, но количество взяло вверх над качеством, а в конце Брэй провел ему Сестру Эбигейл. На SmackDown от 1 ноября Эрик Роуэн и Люк Харпер победили Prime Time Players (Тайтус О‘Нил и Даррен Янг) после Клоузлайна из Ада от Харпера. После матча вышел Брэй Уайатт и провёл Янгу Сестру Эбигейл.
Далее Семья Уайаттов завязала долгий фьюд с Дэниелом Брайаном. На PPV TLC, в бою по правилам 3 на 1, Дэниел проиграл Уайаттам, а именно после Сестры Эбигейл от Брэя Уайатта. В последнем шоу года семейке удалось убедить Дэниела перейти на их сторону.
2014 год Уайатты начали с четвёртым членом команды, а именно Дэниелом Брайаном. Год начался неудачей. Эрик Роуэн и Люк Харпер проиграли братьям Роудсам за командное чемпионство. В мачте по правилам клетки, после очередного проигрыша Братьям Усо, Дэниел избил Брэя, а Люк Харпер и Эрик Роуэн ничего поделать не смогли, так как были ограждены клеткой. На Royal Rumble Дэниел Брайан проиграл Брэю Уайатту в честном поединке.

### Фьюд со Щитом (2014)
На RAW от 27 января семейка буквально подставила группировку Щит, напав на Джона Сину, тем самым Щит был дисквалифицирован. На следующем RAW Семья Уайаттов зачитала промо, где предупредила Щит о своих намерениях. Между этими двумя группировками был назначен матч на Elimination Chamber. До PPV в клетке уничтожения, семейка и Щит часто встречались в ринге. По не совсем ясным причинам Уайатты отступали с фирменным смехом Брэя. Семья Уайаттов одержала победу над Щитом на Elimination Chamber, практически уничтожив членов группировки Щит. На RAW от 24 февраля семейка опять победила Щит.

### Фьюд с Джоном Синой (2014)
На PPV Королевской Битве Джон Сина бился против Рэнди Ортона за титул Чемпиона мира по версии WWE в тяжёлом весе, и после вмешательства Семьи Уайеттов (Брэй Уайетт, Люк Харпер и Эрик Роуэн) Сина проиграл. На следующем RAW Семья Уайеттов атаковала Сину, Шеймуса и Дэниела Брайана. На Elimination Chamber Уайетты снова атаковала Сину и не позволили ему стать чемпионом. На RAW от 24 февраля Семейка в третий раз атаковала Джона нанеся тому травму колена. На RAW от 10 марта был официально назначен матч на Рестлманию ХХХ: Брэй Уайатт против Джона Сины. На этом же RAW Сина победил Эрика Роуэна. На SmackDown от 21 марта Джон победил Люка Харпера. 24 марта на RAW во время матча Джона Сины и Люка Харпера, погас свет и когда свет включился Сина был привязан к канатам и на нём была одета маска Семьи Уайаттов. 31 марта на RAW Брэй Уайатт победил R-Truth, и начал праздновать победу, но неожиданно сзади них подошёл человек в маске, и это оказался Джон Сина он атаковал Семью Уайеттов, проведя AA на Эрике Роуэне. На Рестлмании Сина победил Брэя Уайатта после АА. На следующем RAW Уайатты победили Сину, Шеймуса и Биг И. На следующем RAW был официально назначен матч-реванш на PPV Extreme Rules: Сина против Брэя в матче в стальной клетке. На следующем Raw по результатам зрительского голосования Сина встретился в гандикап матче со всей семьей, в котором выиграл по дисквалификации после нападения Люка Харпера и Эрика Роуэна во время удержания Синой Брея после АА. После матча семейка избила Сину, и Брей провел ему сестру Эбигейл. На Extreme Rules Уайатт победил Джона Сину после того, как около ринга появился мальчик, который пел любимую песню Брэя. На RAW от 12 мая Уайатт зачитал промо о Джоне Сине. На следующем SmackDown был назначен матч по правилам «до последнего на ногах» между Уайаттом и Синой на Payback.

### Фьюд с Братьями Усо (2014)
Во время фьюда между Джоном Синой и Брэем Уайаттом, командные чемпионы WWE братья Джимми и Джей Усо были вовлечены в этот сюжет, чтобы не позволить членам Семьи Уайаттов, Люку Харперу и Эрику Роуэну, вмешиваться в ход поединков. В итоге братья Усо начали фьюдить с Семьей Уайаттов. На PPV Payback братья Усо находились в углу Джона Сины, чтобы уравнять его шансы на успех. В итоге Сина победил Брэя Уайатта в матче по правилам «до последнего на ногах», что привело к кульминации сюжета. На RAW от 2 июня Роуэн и Харпер получили возможность сразиться с Усо. В нетитульном поединке члены семьи Уайаттов праздновали успех, тем самым заработав матч за титул командных чемпионов WWE на PPV Money in the Bank.На Raw от 2 июня Эрик Роуэн и Люк Харпер победили командных чемпионов WWE Братьев Усо в нетитульном матче и тем самым заработали тайтл-шот на командные пояса на PPV Money in the Bank. На самом PPV Усо смогли успешно отстоять свои титулы. На SmackDown! от 11 июля был назначен командный матч по правилам 2 из 3 фоллов на PPV Battleground, в котором Усо должны снова отстаивать свои титулы от членов Семьи Уайаттов.

### Фьюд с Крисом Джерико (2014)
На Raw от 30 июня вернулся Крис Джерико. Он вышел к Мизу и провел ему Codebreaker. После этого вышла Семья Уайаттов, избила Джерико, а Брэй Уайатт провел ему Сестру Эбигейл. На Battleground (2014) Крис Джерико победил Брея Уайатта. На SmackDown! от 1 августа Джерико победил Эрика Роуэна, что вылилось, как условие, в его запрет на возможное участие в поединке на PPV SummerSlam. На Raw от 4 августа Джерико победил Люка Харпера по дисквалификации из-за вмешательства Брэя Уайатта, в результате чего Харпер официально не будет находиться рядом с рингом на матче Криса Джерико и Брэя Уайатта на PPV SummerSlam. На PPV SummerSlam (2014) Брэй Уайатт победил Криса Джерико. В матче-реванше в стальной клетке Брэй Уайатт победил Криса Джерико.

### Воссоединение Семьи (2015 — н.в.)
На BattleGround 2015 Люк Харпер вмешался в бой Брэя Уайатта и Романа Рейнса, тем самым обозначив воссоединение Семейства. На выпуске Raw 24 августа в матч-реванш между Харпером и Вайаттом против Рейнса и Дина Эмброуза вмешался Брон Строумен. Эрик Роуэн же вернулся 19 октября, заменив Харпера в бою против Рейнса, Эмброуза и Сета Роллинса. Фьюд против Рейнса закончился победой последнего в матче Hell in a Cell.
Далее следовал фьюд против Братьев Разрушения, которым они проиграли на Survivor Series 2016; Лиги Наций, который закончился ничем из-за травмы Вайатта; Нового Дня, который закончился победой в BattleGround 2016, правда бой был не титульный.
На Драфте 2016 Вайатт и Роуэн были отправлены на SmackDown, а Строумен на Raw. На матче No Mercy 2016 Вайатта против Рэнди Ортона на помощь Вайатту пришел Люк Харпер. А затем и сам Ортон присоединился к Семье Вайаттов.
На Смэкдауне сразу после Survivor Series Американ Альфа завоевали право на бой за титулы командных чемпионов. Однако на экране показались Вайатты и заявили, что вначале им придется одолеть их. На следующей неделе Семья Вайаттов одолела Американ Альфа и завоевала право на матч за командное чемпионство на TLC. А на самом PPV они успешно завоевали эти титулы одолев Райно и Хита Слейтера, а затем защитили их в матче-реванше на следующем SmackDown Live.
Затем в Семье начал намечаться раскол, поскольку была видна конкуренция между Ортоном и Харпером за право быть главным приближенным к Уайатту. Вскоре чемпионские пояса были проиграны, что вылилось в бунт Люка Харпера, который уже не мог скрывать своего недовольства положением дел в Семье Уайаттов. Несколько раз Брэю Уайатту приходилось разнимать своих подопечных прямо на ринге, тем самым предотвращая драку между ними. Но это продолжалось недолго. На PPV Royal Rumble 2017, где в главном матче были задействованы все члены семьи, Харпер в открытую атаковал теперь уже бывших командных партнёров. Матч тот выиграл сам Ортон, став первым претендентом на главный титул синего бренда.
Таким образом Люк Харпер покинул Семью Уайаттов и начал выступать полностью сольно. На PPV Elimination Chamber 2017 Рэнди Ортон одолел Люка Харпера в одиночном матче, а тем же вечером лидер группировки, Брэй Уайатт, победил Миза, Джона Сину, Дина Эмброуса, Барона Корбина и Эй Джея Стайлза в главном матче проходившего PPV, завоевав главный титул Smackdown’а, право бороться за который на главном шоу года — Wrestlemania — ранее получил Рэнди Ортон.
На последующих выпусках Smackdown Live группировка, состоящая из Брэя Уайатта и Рэнди Ортона, окончательно распалась. Между рестлерами возобновился фьюд, который, казалось бы, уже давно был исчерпан. Более того, Ортон сжёг могилу таинственной сестры Эбигейл, а также откровенно признался в том, что вступил в группировку с целью внести в неё раскол, что, собственно, и было сделано: «Если ты не можешь победить их — присоединись… чтобы уничтожить изнутри». На Wrestlemania 33 Рэнди Ортон одолел Брэя Уайатта, став новым обладателем главного титула синего бренда. На первом после Wrestlemania Smackdown Live после долгого отсутствия вернулся ещё один участник Семьи — Эрик Роуэн. Совместно с Уайаттом Роуэн попытался атаковать Ортона, но тому на помощь пришёл Люк Харпер. Чуть позднее на том же шоу Уайатт и Роуэн проиграли Ортону и Харперу в командном поединке: Эрик Роуэн был удержан после Syper Kick’a от Харпера и RKO от Рэнди Ортона.

## В рестлинге
- Завершающие приёмы Брэя Уайатта
- Сестра Эбигейл[15]
- Завершающий приём Рэнди Ортона
- RKO (Randal Keith Orton) (Jumping cutter) — 2003 — настоящее время.
- Завершающие приёмы Эрика Роуэна
- Greetings From the North (Чок Слэм)[16] — FCW
- Running splash (Сплэш с разбега)[17] — NXT / WWE
- Завершающие приёмы Люка Харпера
  - Discus clothesline[18][19][20]
  - Truckstop (Sitout spinning side slam)[21][22]
- Музыкальные темы
  - «Live in Fear» (оригинал «Broken Out In Love») от Марка Крозера[23][24]
- Прозвища
  - Пожиратели Миров

## Титулы и награды
- WWE
  - Чемпион WWE — Брэй Уайатт (1 раз)
  - Командные чемпионы NXT — Эрик Роуэн и Люк Харпер (1 раз)
  - Командные чемпионы WWE Smackdown — Брей Уайатт, Рэнди Ортон и Люк Харпер (1 раз)
- Wrestling Observer Newsletter
  - Лучший гиммик (2013)[25]